# Меканиксвил (округ Скулкил, Пенсилванија)
Меканиксвил (енгл. Mechanicsville, Schuylkill County) град је у америчкој савезној држави Пенсилванија.

## Демографија
По попису из 2010. године број становника је 457, што је 58 (-11,3%) становника мање него 2000. године.
| Група             | 2000.       | 2010.       |
| Белци             | 502 (97,5%) | 441 (96,5%) |
| Афроамериканци    | 1 (0,2%)    | 1 (0,2%)    |
| Азијати           | 1 (0,2%)    | 4 (0,9%)    |
| Хиспаноамериканци | 4 (0,8%)    | 11 (2,4%)   |
| Укупно            | 515         | 457         |